# Мандрівні лицарі
«Мандрівні лицарі» («მოხეტიალე რაინდები») — радянський художній фільм 1975 року, знятий режисером Темуром Палавандішвілі на кіностудії «Грузія-фільм».

## Сюжет
Двоє молодих журналістів разом із фанатично закоханим у минуле своєї батьківщини старим роз'їжджають на мотоциклі дорогами Грузії. У засніжених горах та родючих долинах, на виноградниках та чайних плантаціях вони зустрічають людей різних доль та характерів, стають свідками та учасниками багатьох і смішних та сумних подій життя.

## У ролях
- Василь Чхаїдзе — Ардаліоні (дублював Я. Бєлєнький)
- Георгій Датунашвілі — Сандро (дублював В. Спиридонов)
- Гоча Ломія — Міто (дублював О. Вігдоров)
- Жанрі Лолашвілі — Едісон
- Борис Ципурія — міліціонер-регулювальник
- Дмитро Такайшвілі — роль другого плану
- Лео Сохашвілі — роль другого плану
- Кахі Кавсадзе — роль другого плану
- Маріка Гогічаішвілі — роль другого плану
- Бондо Гогінава — роль другого плану
- Гурам Гогоберідзе — роль другого плану
- Іполит Хвічія — роль другого плану
- Михайло Кінцурашвілі — роль другого плану
- Гурам Ніколаїшвілі — роль другого плану
- Іраклій Кокрашвілі — роль другого плану
- Тамара Схіртладзе — роль другого плану
- Коте Толорая — роль другого плану
- Баадур Цуладзе — роль другого плану
- Отар Зауташвілі — роль другого плану
- Олександр Едзгверадзе — роль другого плану
- В. Геджадзе — роль другого плану
- Георгій Жужунашвілі — роль другого плану
- Султан Квітаїшвілі — роль другого плану
- Іван Осадзе — роль другого плану
- Тамара Тваліашвілі — роль другого плану
- Н. Пааташвілі — епізод
- Д. Есартіа — епізод
- Б. Тогонідзе — епізод
- Л. Хвічія — епізод

## Знімальна група
- Режисер — Темур Палавандішвілі
- Сценарист — Реваз Габріадзе
- Оператор — Дудар Маргієв
- Композитор — Гія Канчелі
- Художник — Шота Гоголашвілі